# زانجيف (شخصية كرتونية)
زانجيف، كابتن منتخب أوزبكستان في مسلسل انمي كابتن ماجد، لاعب يفضل اللعب بخشونة واضحة.
زانجيف تم اختياره في منتخب أوزبكستان للشباب وقد كانت ملحمة قوية بين الفريق العربي (الياباني) ومنتخب أوزبكستان ولكن تغلب الفريق العربي بهدف مقابل لا شيء بعد صعوبة كبيرة.